# 细花獐牙菜
细花獐牙菜（学名：Swertia graciliflora），为龙胆科獐牙菜属下的一个植物种。